# Gracia Orlová
Gracia Orlová is een meerdaagse wielerwedstrijd voor vrouwen. De wedstrijd wordt sinds 1987 jaarlijks georganiseerd in Moravië-Silezië in het oosten van Tsjechië. De wedstrijd bestaat meestal uit vijf etappes.

## Algemeen
De eerste drie edities werden als de Družba Žen verreden, de edities van 1990-1994 als de Gracia Tour ('Gracia' verwijst hierbij naar de Gratiën, drie dochters van Zeus uit de Griekse mythologie), en van 1995-2001 als Gracia ČEZ-EDĚ. Vanaf 2002 wordt de huidige naam gebezigd. In 1996 werd de wedstrijd op de internationale kalender van de UCI opgenomen, vanaf 2005 in de 2.2-categorie.
De laatste etappe is steevast met start- en finish in Orlová, ook de etappe Lichnov-Lichnov vormt een van de vaste etappes in de ronde.
In het aangrenzende Woiwodschap Silezië in Polen werd in en rond Racibórz in 2000 een individuele tijdrit verreden en fungeerde dat jaar tevens als start- en finishplaats van de opvolgende etappe. Met Kuźnia Raciborska (2001-2010) als start- en finishplaats werd tien opeenvolgende jaren een individuele tijdrit verreden. Rydułtowy (2004-2006) fungeerde als finishplaats en Czechowice-Dziedzice (2008-2010) als start- en finishplaats van een etappe.
Van 2004-2010 werd er telkens gestart in Dětmarovice. Van 2011-2014 was dit in Havířov middels een proloog; deze vier edities was Dětmarovice de startplaats van de eerste etappe. Sinds 2011 wordt ook de individuele tijdrit met Havířov als start- en finishplaats verreden met Ostrava als keerpunt, enkel in 2014 stond deze niet op het programma. Vanaf 2015 is Orlová-Štramberk de openingsetappe.
Vier keer werd de wedstrijd gewonnen door een Nederlandse renster: in 2008 en 2010 won Marianne Vos, in 2013 Ellen van Dijk en in 2017 won Riejanne Markus voor haar ploeggenotes Anouska Koster en Moniek Tenniglo van WM3 Pro Cycling.

## Erelijst
| Jaar                                            | Winnaar                    | Tweede                | Derde                   |
| ----------------------------------------------- | -------------------------- | --------------------- | ----------------------- |
| 1987                                            | Angela Ranft               | Petra Rossner         | Kerstin Arndt           |
| 1988                                            | Radka Kinclova             | Petra Rossner         | Angela Kindling         |
| 1989                                            | Angela Ranft               | Indigo Paczova        | Radka Kynclova          |
| 1990                                            | Radka Kynclova             | Eva Orvosova          | Jana Polokova           |
| 1991                                            | Ildiko Paczova             | Eva Orvosova          | Alena Barilleva         |
| 1992                                            | Valentina Gerasimova       | Marina Proudnikova    | Elena Ogouy             |
| 1993                                            | Rasa Polikeviciute         | Alexandra Koliaseva   | Tamara Polyakova        |
| 1994                                            | Goulnara Fatkulina         | Svetlana Samokhvalova | Olga Sokolova           |
| 1995                                            | Hanka Kupfernagel          | Judith Arndt          | Valentina Gerassimova   |
| 1996                                            | Hanka Kupfernagel          | Lenka Ilavska         | Barbara Heeb            |
| 1997                                            | Hanka Kupfernagel          | Barbara Heeb          | Zulfia Zabirova         |
| 1998                                            | Marcia Vouets-Eicher       | Kathryn Watt          | Lenka Ilavská           |
| 1999                                            | Hanka Kupfernagel          | Tetyana Styazhkina    | Ioulia Mourenkaia       |
| 2000                                            | Hanka Kupfernagel          | Meike De Bruyn        | Monica Valen            |
| 2001                                            | Judith Arndt               | Nicole Brändli        | Lara Ruthven            |
| 2002                                            | Amber Neben                | Hanka Kupfernagel     | Priska Doppmann         |
| 2003                                            | Nicole Brändli             | Judith Arndt          | Lada Kozlykova          |
| 2004                                            | Nicole Brändli             | Annette Beutler       | Karin Thürig            |
| 2005                                            | Judith Arndt               | Susanne Ljungskog     | Madeleine Sandig        |
| 2006                                            | Judith Arndt               | Amber Neben           | Nicole Brändli          |
| 2007                                            | Judith Arndt               | Alexandra Burchenkova | Andrea Bosman           |
| 2008                                            | Marianne Vos               | Luise Keller          | Alexandra Burchenkova   |
| 2009                                            | Trixi Worrack              | Fabiana Luperini      | Marianne Vos            |
| 2010                                            | Marianne Vos               | Annemiek van Vleuten  | Nicole Cooke            |
| 2011                                            | Tatiana Antoshina          | Natalia Boyarskaya    | Svetlana Bubnenkova     |
| 2012                                            | Evelyn Stevens             | Trixi Worrack         | Sharon Laws             |
| 2013                                            | Ellen van Dijk             | Evelyn Stevens        | Emma Pooley             |
| 2014                                            | Paulina Brzeźna-Bentkowska | Katrin Garfoot        | Eugenia Bujak           |
| 2015                                            | Alena Amialiusik           | Trixi Worrack         | Eugenia Bujak           |
| 2016                                            | Olena Pavlukhina           | Shara Gillow          | Alena Amialiusik        |
| 2017                                            | Riejanne Markus            | Anouska Koster        | Moniek Tenniglo         |
| 2018                                            | Emilia Fahlin              | Olga Zabelinskaya     | Maria Novolodskaya      |
| 2019                                            | Marta Bastianelli          | Julie Van de Velde    | Maria Novolodskaya      |
| 2020-2021: niet verreden vanwege coronapandemie |                            |                       |                         |
| 2022                                            | Agnieszka Skalniak         | Jenny Rissveds        | Christina Schweinberger |
| 2023                                            | Jenny Rissveds             | Dominika Włodarczyk   | Emilia Fahlin           |
| 2024                                            | Corinna Lechner            | Mirre Knaven          | Urška Žigart            |
| 2025                                            | Alison Jackson             | Jasmin Liechti        | Karolina Kumięga        |

### Meervoudige winnaars
| Overwinningen | Renster           | Jaren                        |
| ------------- | ----------------- | ---------------------------- |
| 5             | Hanka Kupfernagel | 1995, 1996, 1997, 1999, 2000 |
| 4             | Judith Arndt      | 2001, 2005, 2006, 2007       |
| 2             | Angela Ranft      | 1987, 1989                   |
| 2             | Radka Kinclova    | 1988, 1990                   |
| 2             | Nicole Brändli    | 2003, 2004                   |
| 2             | Marianne Vos      | 2008, 2010                   |

### Overwinningen per land
| Overwinningen | Land                                                            |
| ------------- | --------------------------------------------------------------- |
| 11            | Duitsland                                                       |
| 4             | Nederland                                                       |
| 3             | Rusland, Tsjecho-Slowakije, Zwitserland                         |
| 2             | Duitse Democratische Republiek, Polen, Verenigde Staten, Zweden |
| 1             | Azerbeidzjan, Canada, Italië, Litouwen, Wit-Rusland             |

## Truien
De truien voor de klassementen zijn gelijk aan die van de Tour de France:
 Leider in het algemeen klassement
 Leider in het puntenklassement
 Leider in het bergklassement
 Leider in het jongerenklassement